# Cardeñosa de Volpejera
Cardeñosa de Volpejera – gmina w Hiszpanii, w prowincji Palencia, w Kastylii i León, o powierzchni 13,7 km². W 2011 roku gmina liczyła 50 mieszkańców.